# Анфалова, Надежда Владимировна
Надежда Владимировна Анфалова (20 августа 1976) — российский живописец и график, автор объектов и инсталляций, педагог.

## Биография
Надежда Анфалова училась в СХШ им. Б. В. Иогансона (1991-1994). Впоследствии окончила факультет графики Института живописи, скульптуры и архитектуры имени И. Е. Репина (1995-2001). Дипломная работа — серия иллюстраций и оформление книги «Сказки» по Эдгару Аллану По.
С 2002 года Анфалова является членом Санкт-Петербургского Союза художников по секции графики; Творческого союза художников России (ТСХР).
Надежда Анфалова участник IV Московской Биеннале современного искусства «Переписывая миры» (Москва, Artplay, 2011). Она обладатель первого места Международного Фестиваля «Императорские сады России-2014» (авторская инсталляция «Платье Элизабет Барретт Браунинг», ГРМ). Она номинант Премии Кандинского (медиапроект года, 2008, 2011); лауреат Премии Сергея Курёхина, специальный приз Французского Института в Санкт-Петербурге (2015).
Надежда Анфалова — участник крупного группового проекта (и серии выставок) в формате книги художника — Город как субъективность художника (2020).
Живёт и работает в Санкт-Петербурге.

## Музейные собрания

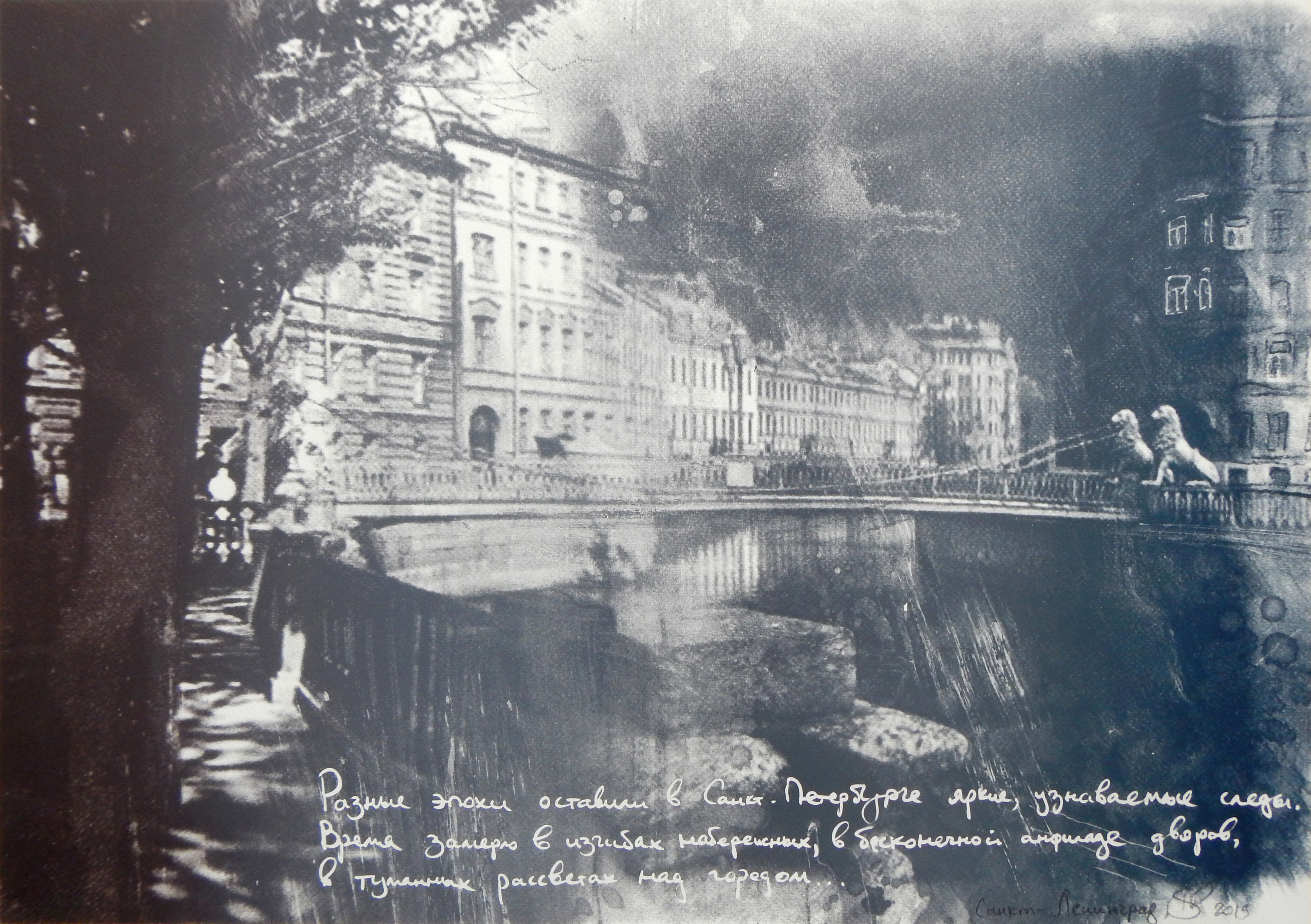
Санкт-Ленинград (для проекта Город как субъективность художника). 2019, 420×594 мм, б., шелкография

- Государственный Русский музей (Санкт-Петербург)
- Музей современного искусства "Эрарта" (Санкт-Петербург)
- Музей нонконформистского искусства (Санкт-Петербург)
- Музей Анны Ахматовой в Фонтанном доме (Санкт-Петербург)
- Красноярский Музейный Центр (Красноярск)
- Государственный музей-заповедник «Петергоф» (Санкт-Петербург)
- Государственный центр современного искусства (Москва)
- Московский музей современного искусства (Москва)
- Новосибирская картинная галерея
- Калининградская художественная галерея
- Государственный художественный музей (Ханты-Мансийск)
- Государственный музей изобразительных искусств Республики Татарстан (Казань)
- Архангельский музей изобразительных искусств
- Томский областной художественный музей
- Белгородский государственный художественный музей
- Вятский художественный музей
- Тюменский областной музей изобразительных искусств
- Мурманский областной художественный музей
- Сахалинский областной художественный музей
- Художественная галерея национального Полоцкого музея
- Międzynarodowe Centrum Kultury (Краков)
- Kolodzei Art Foundation Inc (США)
- Muzeum Kolejnictwa (Варшава)

Работы Надежды Анфаловой также находятся во многих частных коллекциях России, Латвии, Польши, Франции, Италии, Германии, Нидерландов, Дании, Финляндии, Израиля, Великобритании, Японии, Китая и США.